# Венские мастерские

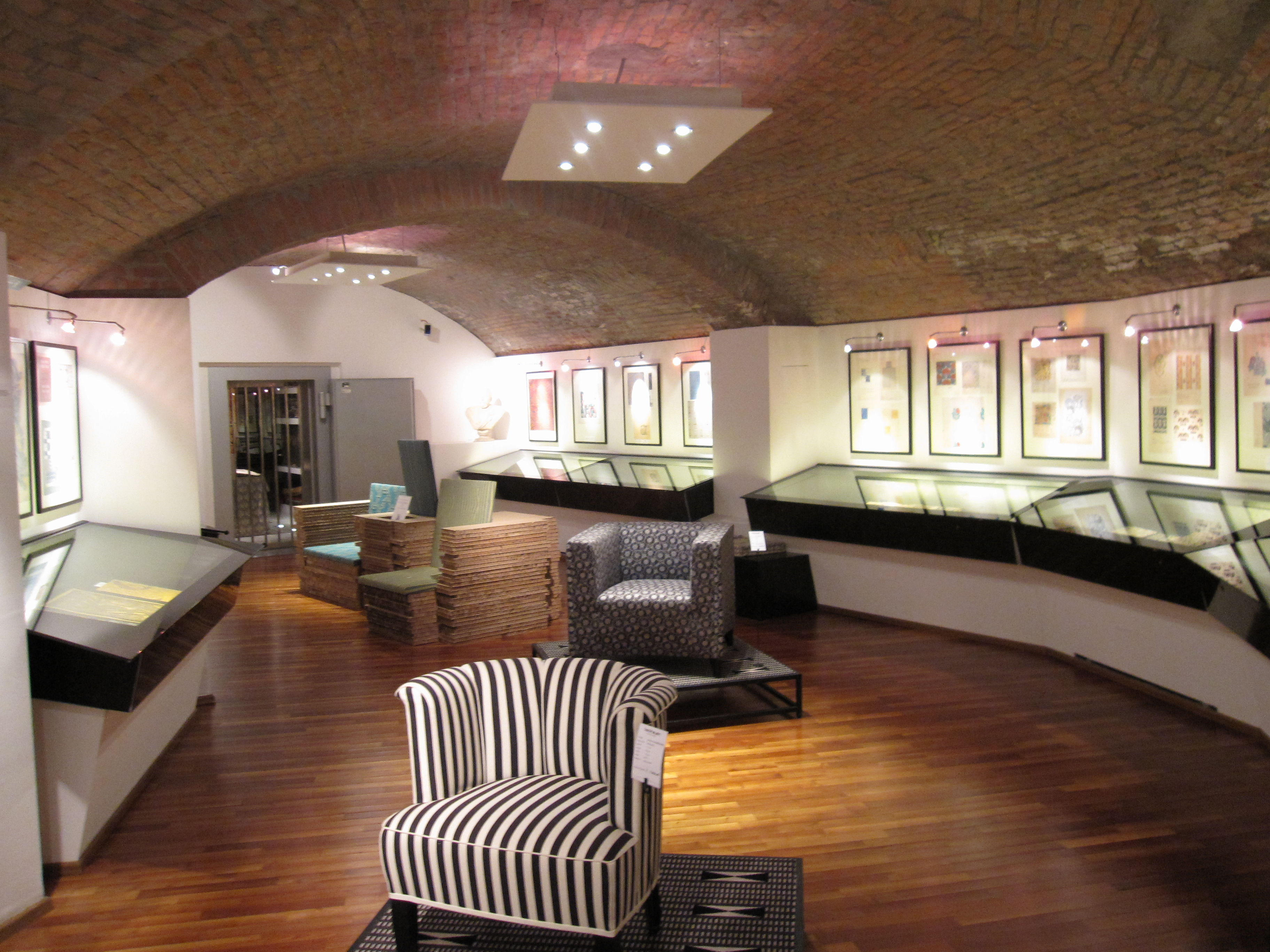
Музей Венских мастерских. Вена

«Венские мастерские» (нем. Wiener Werkstätte) — объединение архитекторов, художников, ремесленников и коммерсантов, основанное в 1903 году в Вене художниками группы Сецессион Йозефом Хоффманом и Коломаном Мозером при участии состоятельного банкира Фрица Верндорфера. Предприятие создавалось на корпоративных началах по образцу британских организаций, прежде всего Гильдии и Школы ремёсел в Лондоне Чарлза Эшби. В 1905 году на улице Нойштифтгассе были оборудованы ателье и торговые залы. Сформулированная Хоффманом и Мозером программа провозглашала тождественность понятий искусства и ремесла. Основная цель объединения — «Поощрение и координация сотрудничества промышленников, художников и торговцев для успешного производства и сбыта изделий художественных ремёсел (Kunstgewerbe)». Слово «дизайн» в то время в Германии и Австрии не употребляли. Организация имела собственные проектные и производственные мастерские и сеть магазинов. Все работы были авторскими и выполнялись в единственном экземпляре.

## Деятельность
Мастерские производили мебель, изделия из металла, ткани, светильники, посуду из керамики и стекла. Вначале на каждом изделии ставили монограмму мастера, но затем перешли к общей фирменной марке: WW (Wiener Werkstätte). Деятельность мастерских была настолько успешной, что вскоре все лучшие австрийские товары считали продукцией «Венских мастерских», а простой конструктивный стиль, в котором их изготавливали, называли «венским современным стилем». В короткое время Венским мастерским удалось стать не только коммерческим, но и общественным культурным центром, объединившим наиболее прогрессивных, молодых художников, писателей, музыкантов. В одном из полуподвалов они оборудовали Цех-Кабаре "Летучая мышь (Fledermaus), интерьеры и мебель которого спроектировал Йозеф Хоффман. Стены оформили керамическими панно.
На первом этапе деятельности мастерских художники не отказывались от изогнутых линий «удара бича» стилистики ар нуво, а также восточных: китайских и японских мотивов, но постепенно начал доминировать «квадртаный стиль» Йозефа Хоффмана, а также строгий колорит: в основном чёрное с белым. В 1913 и 1925 годах изделия Венских мастерских демонстрировали в США, но там они не имели успеха. Лишь позднее, в 1940—1950-х годах, многие из венских художников переехали в Америку и там они оказали существенное воздействие на формирование «интернационального стиля» — функционализма.
К 1905 году в штате Венских мастерских было более сотни рабочих. Наряду с венским Сецессионом мастерские стали ведущим художественным объединением австрийской столицы. В 1905—1910 годах Венские мастерские достигли своего апогея, который во многом определяли конструктивный стиль Хоффмана и уникальное декоративное искусство Густава Климта. Главным произведением Венских мастерских справедливо считают оформление интерьеров особняка Стокле́ в Брюсселе, Бельгия (архитектурный проект Й. Хоффмана, 1905—1911). Используя многообразие сочетаний плоскостей, облицованных мрамором, квадратов и прямых линий, выступов и ритмических «сдвигов», архитектор создал выразительный образ в стиле геометрического течения модерна. Интерьеры и мебель, созданные Густавом Климтом и художниками Венских мастерских, сравнивают с серией сценических декораций, калейдоскопом необычайных видов из одной комнаты в другую. Стены и полы из белого, чёрного и зелёного мрамора сочетаются с золочёной бронзой и цветом натурального дерева. Для оформления Столовой Климт выполнил фриз в сложной технике живописи, мозаики и инкрустации. Дом Стокле называют музеем сецессионизма. В создании его интерьеров принимали участие Коломан Мозер, Михель Повольни, Франц Метцнер, Рихард Лукш, Елена Маковская. Каждая деталь дома, включая прямоугольную мраморную ванну, оформлена мраморными инкрустациями и скульптурой. Особняк Стокле является объектом Всемирного наследия ЮНЕСКО.
Деятельность мастерских освещалась журналами «Студия» и «Немецкое искусство и декорация». В 1914 году мастерские приняли участие в совместной выставке Германского и Австрийского Веркбунда в Кёльне, а в 1925 г. — в Международной выставке декоративного искусства и художественной промышленности (Exposition Internationale des Arts Décoratifs et Industriels Modernes) в Париже. В 1914 году Фриц Верндорфер эмигрировал в Америку. С 1915 года мастерские возглавлял живописец и художник-керамист Д. Пехе, в 1917—1919 годах он руководил отделениями мастерских в Швейцарии, в Цюрихе. Другие филиалы были созданы в Берлине (1921) и Нью-Йорке (1929). В 1932 году из объединения ушёл Хоффман, в том же году из-за экономических трудностей Венские мастерские были закрыты. Но их значение для последующего развития архитектуры и дизайна трудно переоценить.